# 153 (szám)
A 153 (százötvenhárom) a 152 és 154 között található természetes szám.
A 153 az első 17 természetes szám összege, ezért a 153 háromszögszám. A 153 a kilencedik hatszögszám, és az egyjegyű számokat leszámítva, a legkisebb Armstrong-szám. Az első öt természetes szám faktoriálisának az összege is 153. A 153 Harshad-szám, mert osztható a tízes számrendszerben vett számjegyeinek összegével. A 154-gyel Ruth–Aaron-párt alkot. 